# Garnet Exelby
Garnet Exelby (* 16. August 1981 in Ste. Anne, Manitoba) ist ein ehemaliger kanadischer Eishockeyspieler, der im Verlauf seiner aktiven Karriere zwischen 1998 und 2014 unter anderem 412 Spiele für die Atlanta Thrashers und Toronto Maple Leafs in der National Hockey League (NHL) auf der Position des Verteidigers bestritten hat. Einen signifikanten Teil seiner Laufbahn verbrachte Exelby, der den Spielertyp des Enforcers verkörperte, zudem in der American Hockey League (AHL), wo er weitere 458 Partien für fünf verschiedene Teams absolvierte und mit den Chicago Wolves im Jahr 2002 den Calder Cup gewann.

## Karriere
Exelby wurde während des NHL Entry Draft 1999 als insgesamt 217. Spieler in der achten Runde von den Atlanta Thrashers aus der National Hockey League (NHL) gewählt. Zunächst blieb der Verteidiger jedoch bei seiner Mannschaft aus der Western Hockey League (WHL), den Saskatoon Blades. Für die Blades und deren Ligakonkurrenten Regina Pats spielte er auch die folgenden beiden Spielzeiten in der WHL.

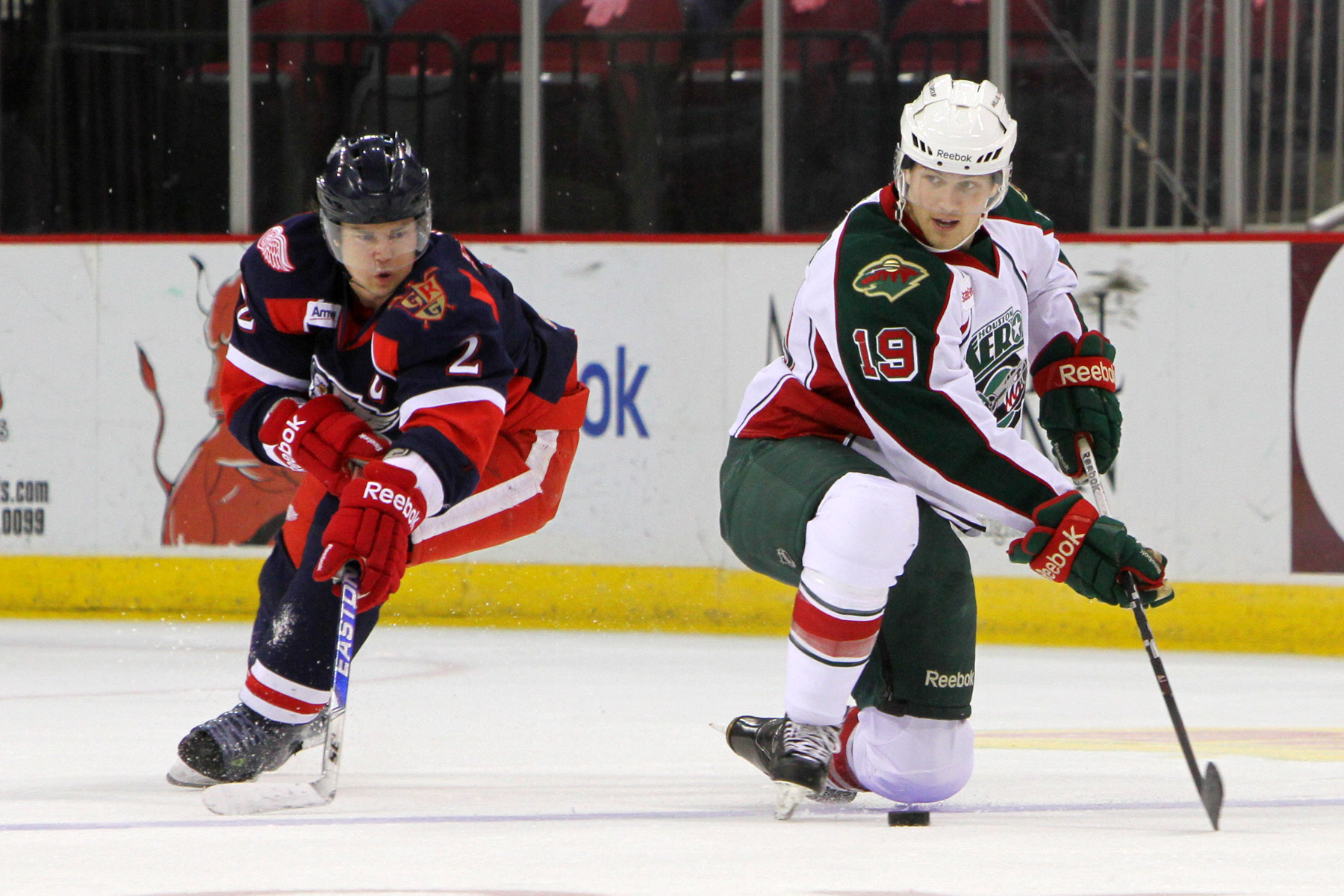
Exelby (links) im Duell mit Jarod Palmer

Während der Saison 2001/02 lief Exelby erstmals im professionellen Eishockey. Für das Farmteam der Thrashers, die Chicago Wolves, kam er in der American Hockey League (AHL) in 75 Spielen zu sieben Scorerpunkten, darunter drei Tore, und gewann am Saisonende den Calder Cup. Im folgenden Jahr spielte Exelby erstmals in der NHL und kam in seiner ersten Saison auf 15 NHL-Einsätze. Die meiste Zeit verbrachte er erneut bei den Wolves. Ab der Saison 2003/04 kam der Kanadier ausschließlich für die Atlanta Thrashers in der NHL zum Einsatz. Nur einmal – in der Saison 2006/07 – konnte sich Exelby mit seiner Mannschaft für die Playoffs qualifizieren. Im Juli 2009 transferierten die Thrashers den Kanadier zusammen mit Colin Stuart im Tausch für Pavel Kubina und den Transferrechten an Tim Stapleton zu den Toronto Maple Leafs. In der Saison 2009/10 stand er in 51 Spielen für die Maple Leafs im Einsatz, schoss ein Tor und sammelte vier Punkte.
Im September 2010 hatte er ein Try-Out bei den New York Rangers, doch Exelby erhielt keinen weiterführendes Vertragsangebot. Am 8. Oktober unterschrieb er einen Vertrag bei den Rockford IceHogs in der AHL, bei denen er es als Kapitän in 77 Ligapartien auf dem Eis stand. Am 5. Juli 2011 einigte sich Exelby auf einen Kontrakt für ein Jahr bei den Detroit Red Wings, die den Verteidiger im Farmteam bei den Grand Rapids Griffins in der American Hockey League einsetzten, wo er ebenfalls als Mannschaftskapitän agierte. Im Juli 2012 unterzeichnete er einen Einjahresvertrag bei den Boston Bruins, kam aber auch hier zu keinen NHL-Einsätzen und verbrachte die gesamte Saison 2012/13 als Assistenzkapitän beim Farmteam Providence Bruins in der AHL. Am 25. September 2013 gaben die Anaheim Ducks bekannt, Garnet Exelby sowie den Dänen Frederik Andersen für ihr Farmteam, die Norfolk Admirals mit Spielbetrieb in der AHL, unter Vertrag zu nehmen. Dort gelangen ihm bei 72 Ligaeinsätzen als Mannschaftskapitän 18 Scorerpunkte (allesamt Assists).
Im Sommer 2014 folgte schließlich der erste Wechsel des Kanadier nach Europa, wo er beim Dornbirner EC aus der österreichischen Erste Bank Eishockey Liga (EBEL) aufgenommen wurde. Sein Vertrag wurde jedoch Anfang Dezember 2014 aufgelöst, woraufhin der Kanadier das Land verließ. Für den Dornbirner EC absolvierte er bis zu diesem Zeitpunkt 17 Spiele, in denen er keinen einzigen Scorerpunkt verzeichnen konnte. Anschließend beendete er seine aktive Laufbahn im Alter von 33 Jahren. Zwischen 2016 und 2018 arbeitete Exelby im Trainerstab des Eishockeyteams der Arizona State University.

## Erfolge und Auszeichnungen
- 1998 MJHL All-Rookie Team
- 2002 Calder-Cup-Gewinn mit den Chicago Wolves
- 2004 Teilnahme am NHL YoungStars Game (verletzungsbedingte Absage)

## Karrierestatistik

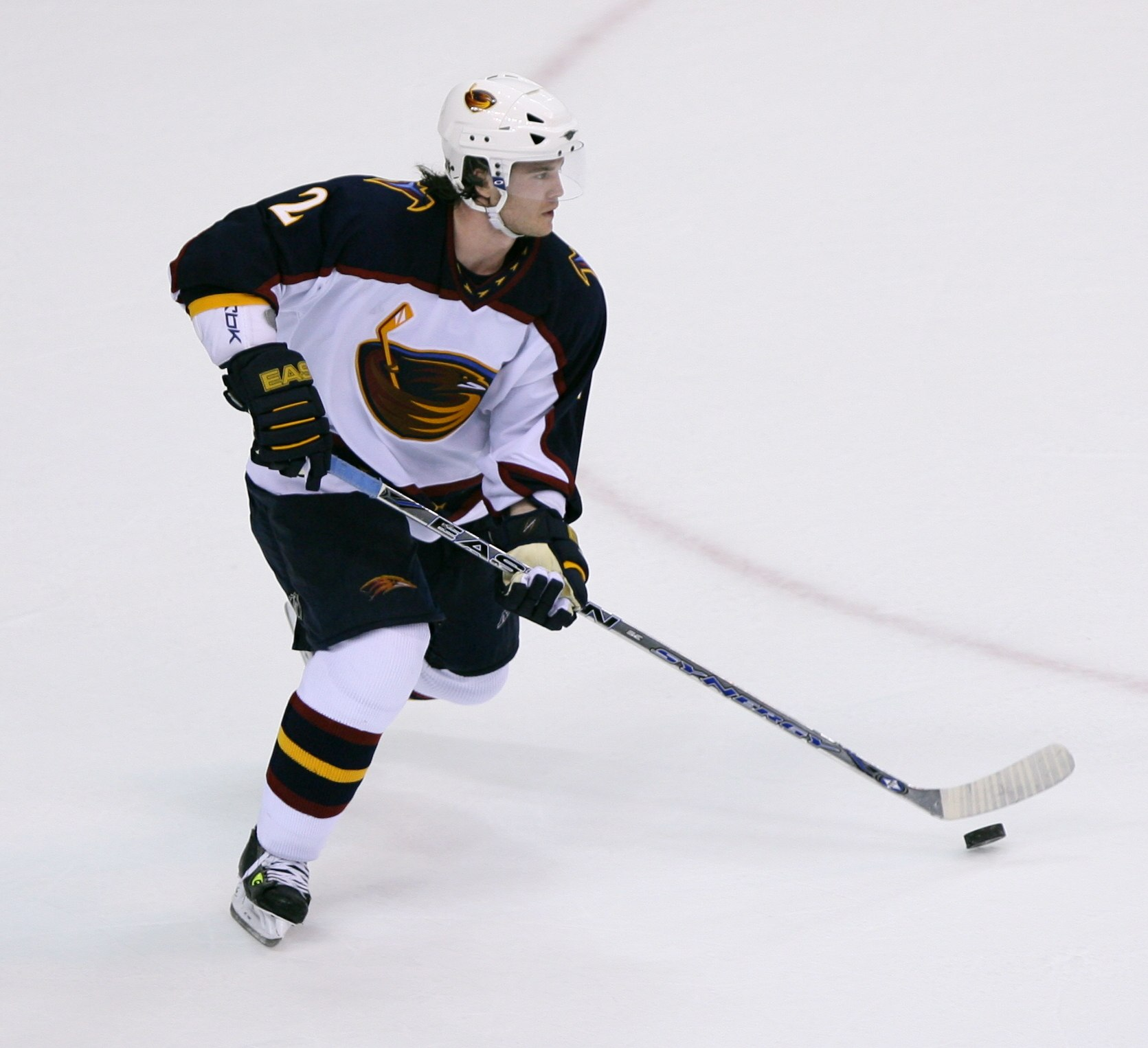
Exelby im Trikot der Atlanta Thrashers

(Legende zur Spielerstatistik: Sp oder GP = absolvierte Spiele; T oder G = erzielte Tore; V oder A = erzielte Assists; Pkt oder Pts = erzielte Scorerpunkte; SM oder PIM = erhaltene Strafminuten; +/− = Plus/Minus-Bilanz; PP = erzielte Überzahltore; SH = erzielte Unterzahltore; GW = erzielte Siegtore; 1 Play-downs/Relegation; Kursiv: Statistik nicht vollständig)